# Modolo
Modolo là một đô thị ở tỉnh Oristano trong vùng Sardinia, có khoảng cách khoảng 130 km về phía tây bắc của Cagliari và cách khoảng 40 km về phía bắc của Oristano. Tại thời điểm ngày 31 tháng 12 năm 2004, đô thị này có dân số 196 người và diện tích là 2,5 km².
Modolo giáp các đô thị: Bosa, Flussio, Magomadas, Suni.